# Muzeum Sztuki Współczesnej w Belgradzie
Muzeum Sztuki Współczesnej w Belgradzie (MoCA, serb. Музеј савремене уметности у Београду) – muzeum sztuki w Belgradzie w Serbii, założone w 1958 roku. 

## Historia
Muzeum założono w 1958 roku. Salon Muzeum Sztuki Współczesnej w Belgradzie rozpoczął działalność w 1961 roku pod nazwą Galerii Nowoczesnej przy ulicy Paryskiej 14. Placówka w nowym gmachu została otwarta w 20 października 1965 roku. Pierwszym dyrektorem muzeum został serbski artysta Miodrag B. Protić.  
Instytucja jest jednym z dwóch (obok Muzeum Narodowego) muzeów państwowych w Belgradzie. 

## Budynek
Autorami zwycięskiego projektu muzeum byli Iwan Antić i Iwanka Raspopowić. Budynek wzniesiono na lewym brzegu Sawy w stylu późnego modernizmu, jego bryła jest wzorowana na krysztale polimorficznym z sześcioma ściętymi sześcianami i przypomina sześć silosów zbożowych; przeszklona elewacja z czasem zaczęła się rozszczelniać i wymagała konserwacji. Budynek remontowano 10 lat. Ekspozycje muzealne są wystawiane na wszystkich 5 kondygnacjach. Całkowita powierzchnia użytkowa wynosi 5055 m². Dookoła muzeum umieszczono rzeźby znaczących jugosłowiańskich artystów. Budynek uznano za dobro kultury w 1987 roku i podlega on ochronie konserwatorskiej Instytutu Ochrony Zabytków Kultury Miasta Belgradu.

## Zbiory
Profil kolekcji muzeum obejmuje dzieła sztuki, które powstały w krajach byłej Jugosławii po 1900 roku, m.in. rzeźby Ivana Meštrovicia oraz sztukę współczesną spoza Bałkanów, posiada dzieła m.in. Maxa Ernsta, Joana Miró, Andy’ego Warhola. Kolekcja liczy około 35 000 dzieł sztuki. Muzeum prezentowało m.in. twórczość Mariny Abramović.

## Galeria

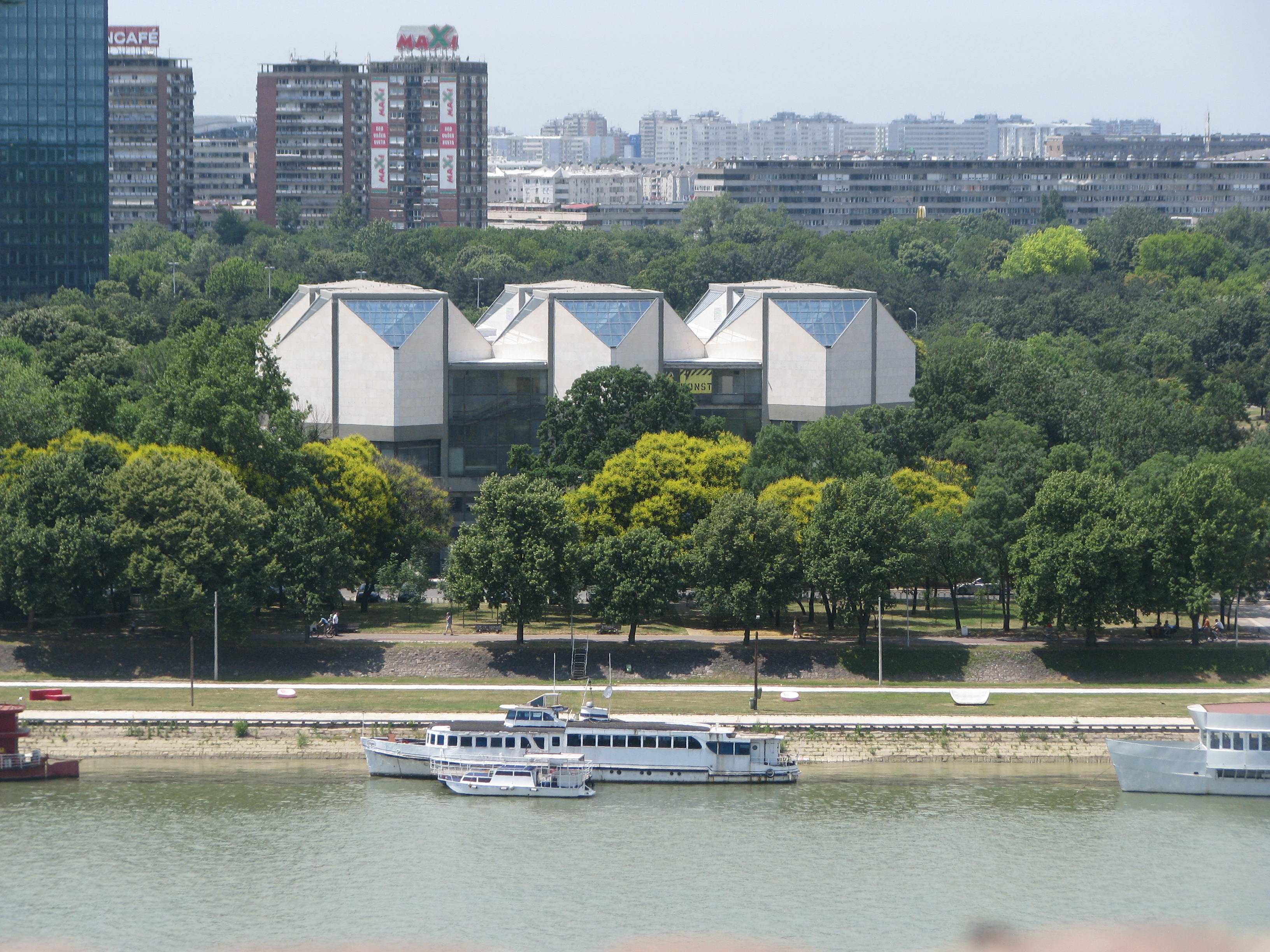
Otoczenie (2011)
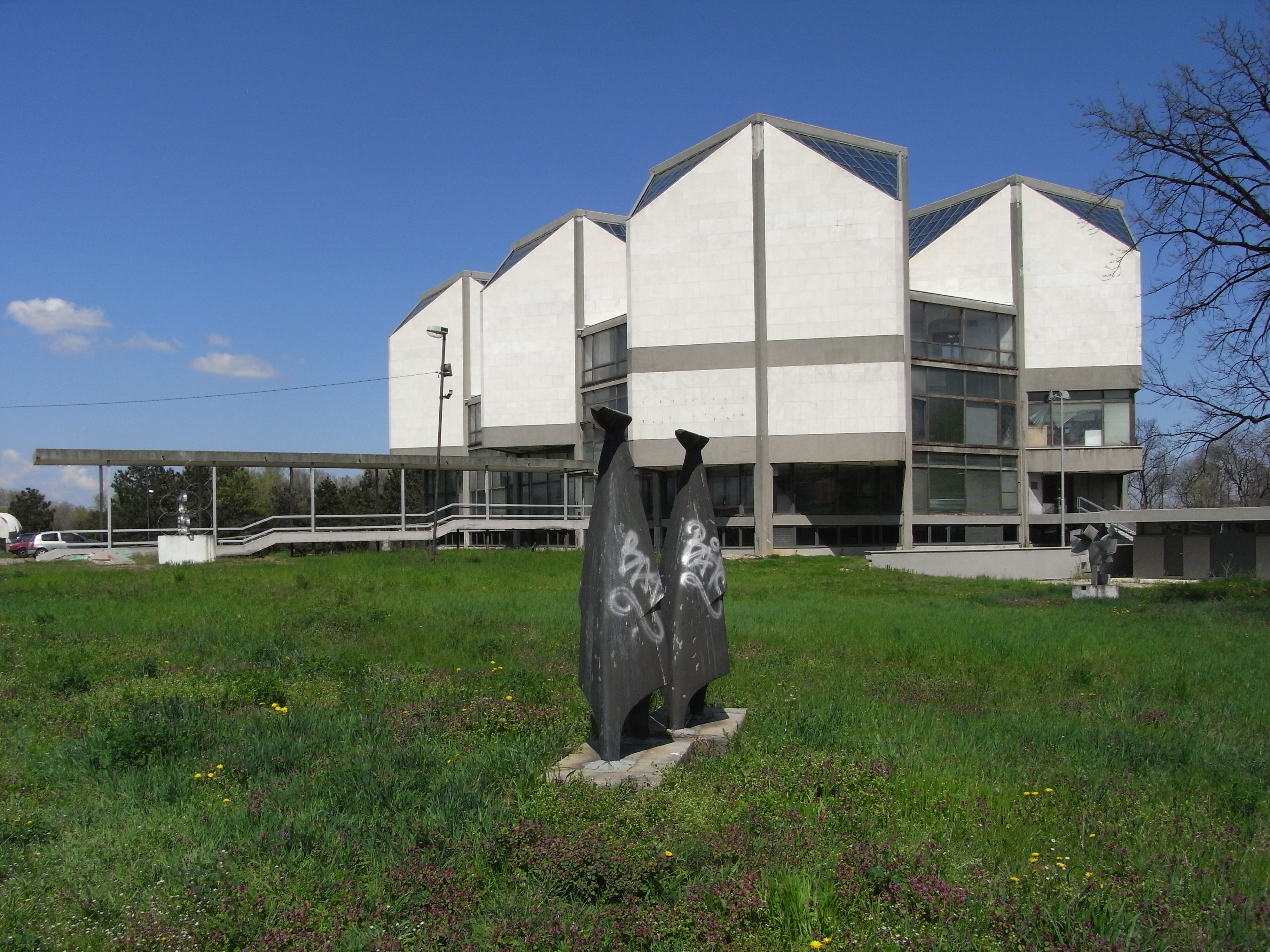
Rzeźba przed siedzibą muzeum (2013)
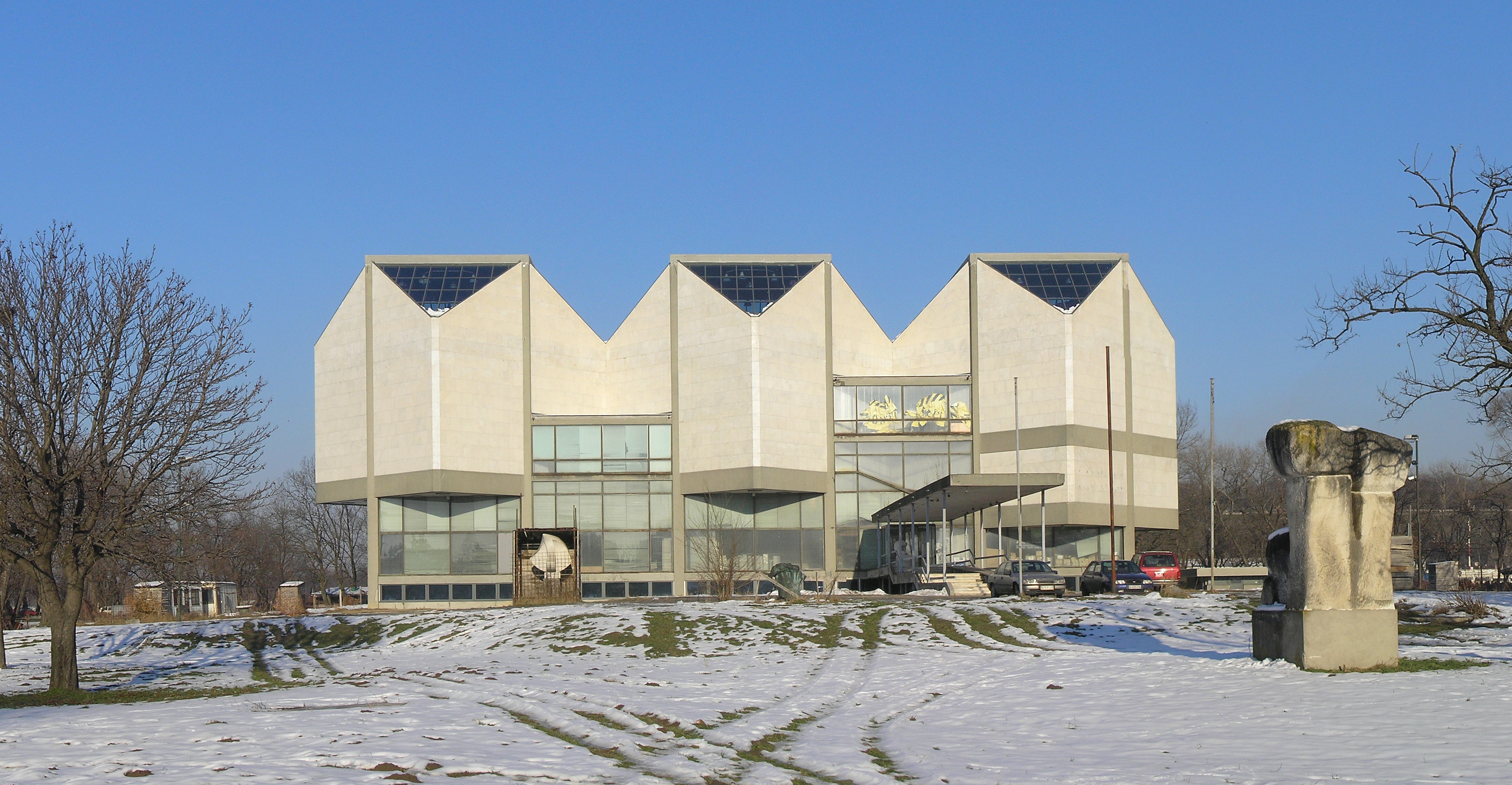
Muzeum zimą (2011)
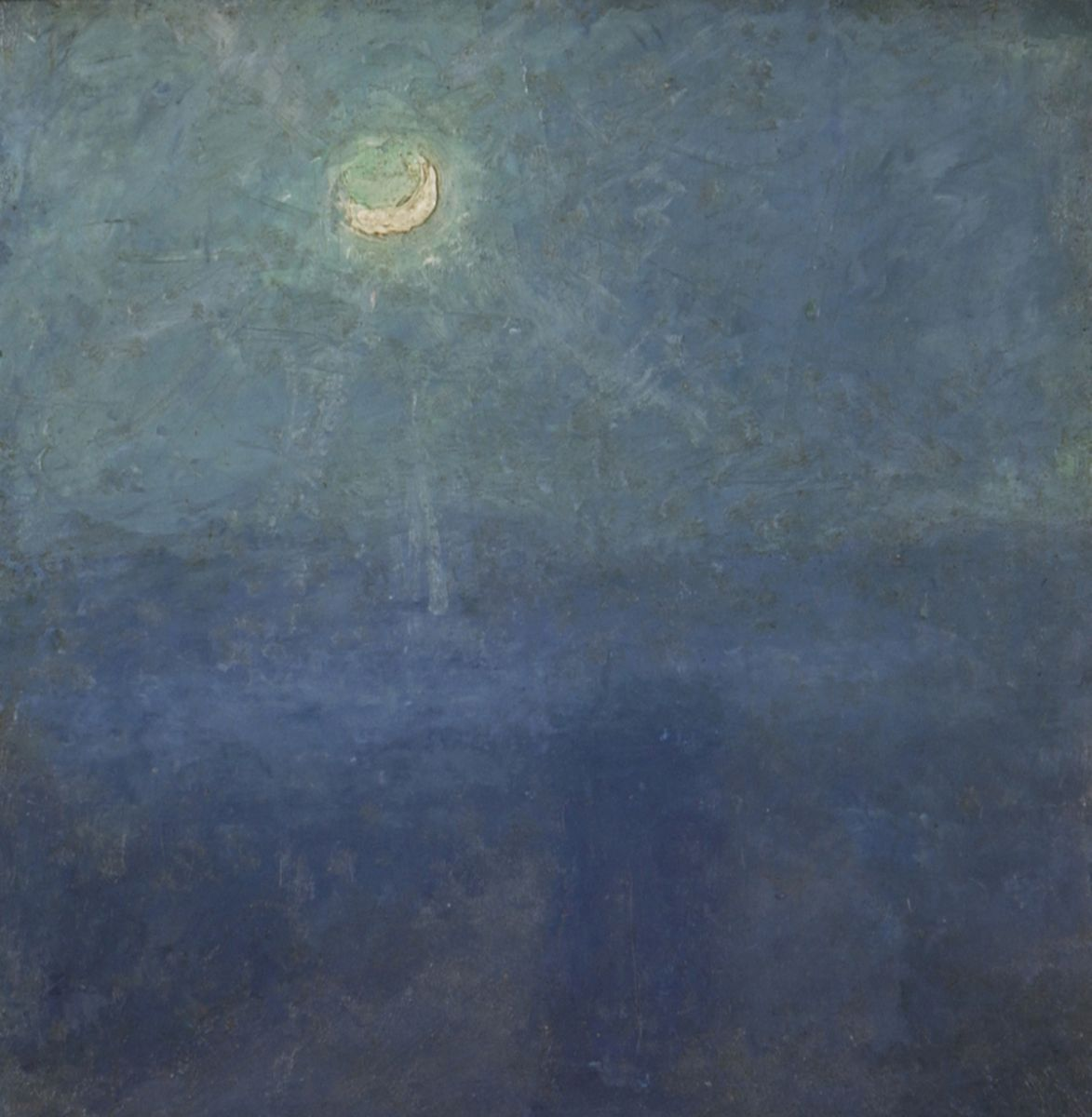
Rihard Jakopič, Mesečina (około 1900)
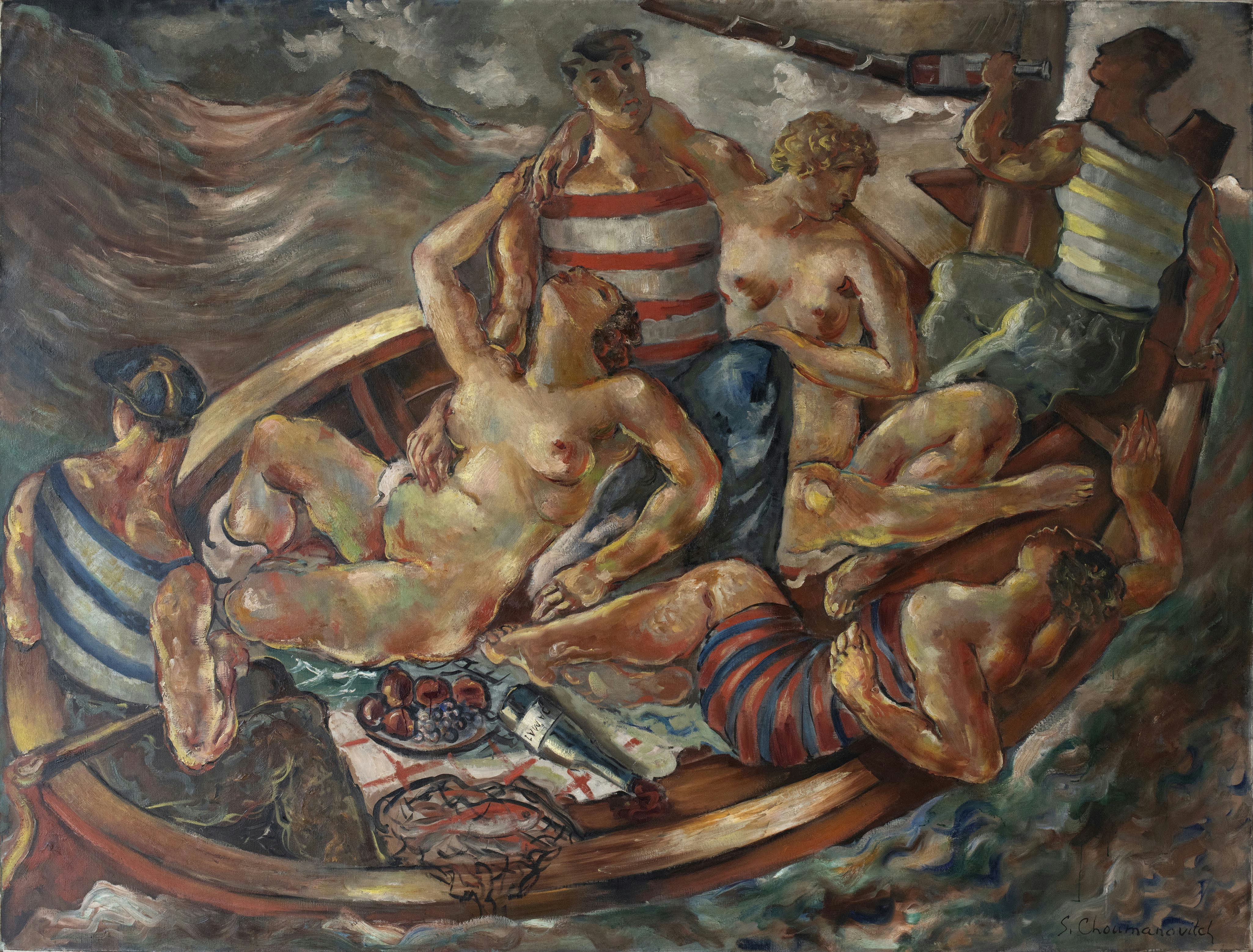
Sava Šumanović, Pijana lađa (1927)
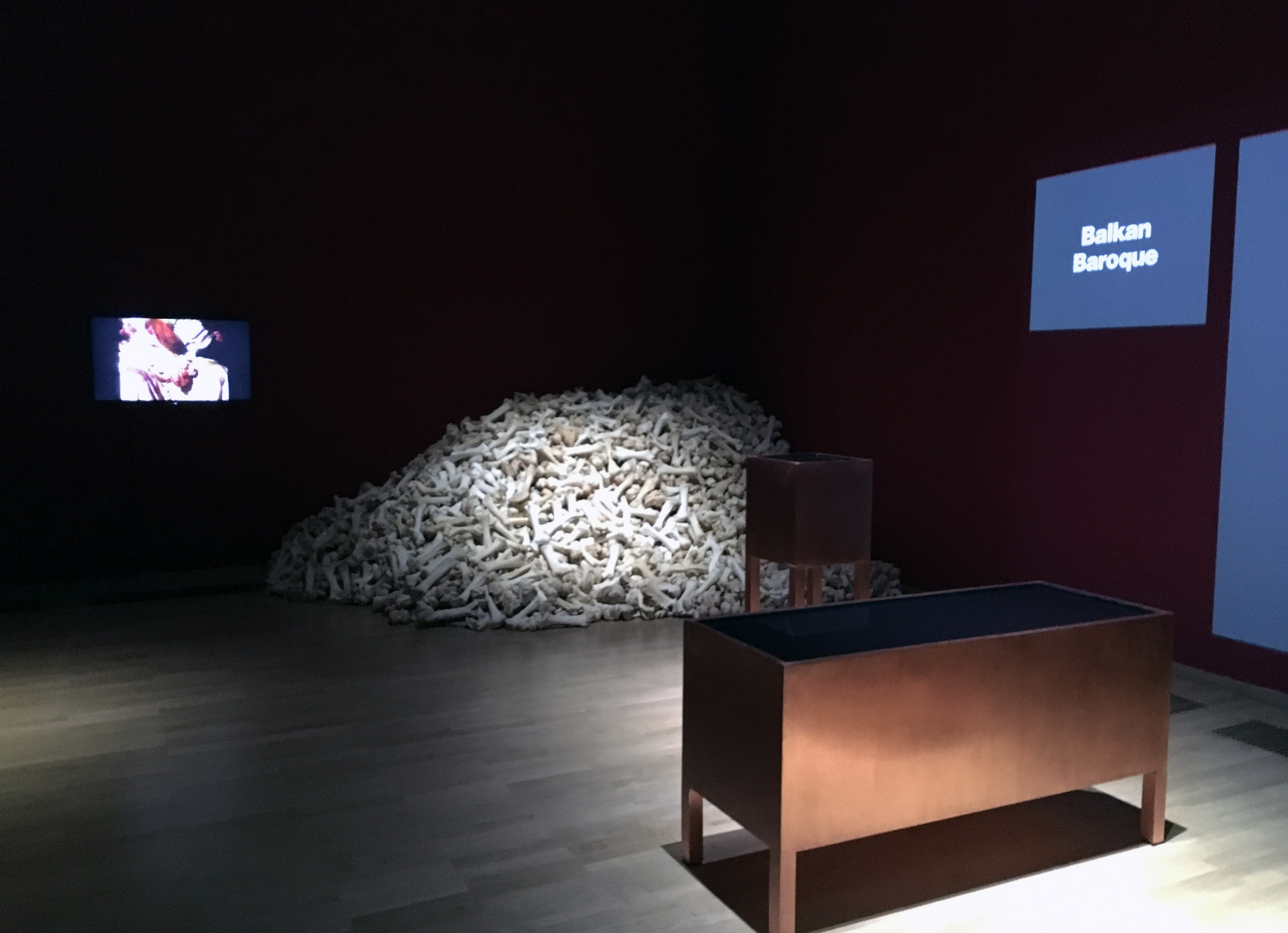
Wystawa Mariny Abramović (2019)